# Gigantochloa rostrata
Gigantochloa rostrata är en gräsart som beskrevs av Khoon Meng Wong. Gigantochloa rostrata ingår i släktet Gigantochloa och familjen gräs. Inga underarter finns listade i Catalogue of Life.